# نيرماترلفير
نيرماترلفير (PF-07321332 سابقًا) ويُعرف تجاريًا باسم باكسلوفيد (بالإنجليزية: Paxlovid)‏؛ هو عقار ضد مرض فيروس كورونا، من تطوير وإنتاج شركة فايزر الأمريكية، مخصص للإعطاء عن طريق الفم على هيئة أقراص. يعد العقار المضاد للفيروسات مثبطًا بروتيازيًا، وهو في المرحلة الثالثة من التجارب السريرية في الولايات المتحدة، وقد أظهر تجاوبًا مع متحورات كورونا المختلفة، وأظهرت الدراسات أنه من الممكن أن يقلل الوفيات الناتجة عن المرض بنسبة 90%.
يعمل الريتونافير في هذه التركيبة على إبطاء استقلاب بّي إف-07321332 عن طريق إنزيمات السيتوكروم ليحافظ على تراكيز مرتفعة للعقار الأساسي في الدوران الجهازي. أعلنت شركة فايزر في نوفمبر 2021 عن نتائج واعدة في المرحلتين الثانية والثالثة من التجارب السريرية شملت انخفاض معدل الاستشفاء بنسبة 89% عند إعطاء العقار خلال ثلاثة أيام من ظهور الأعراض. قدمت المملكة المتحدة طلبًا للحصول على 250,000 جرعة، بينما قدمت أستراليا طلبًا مسبقًا للحصول على 500,000 جرعة رغم عدم الموافقة على استخدام الدواء في البلدان الأخرى.

## تطوير الدواء
يقص بروتياز فيروس كورونا عدة مواقع مختلفة من متعدد البروتينات الفيروسي بعد اقتطاع بقايا الجلوتامين عادةً. بيّنت الأبحاث الباكرة على الفيروسات الأنفية البشرية إمكانية استبدال البيروليدون الصلب بالسلسلة الجانبية المرنة للجلوتامين، وطُورت هذه الأدوية لاحقًا لعلاج أمراض أخرى مثل المتلازمة التنفسية الحادة الوخيمة (سارس).
اتَّضحت فائدة استهداف البروتياز «3 سي إل» لأول مرة في الشروط الحية عند استخدام دواء GC376 (طليعة GC373) في علاج فيروس كورونا القاتل للقطط سابقًا بنسبة 100% والتهاب الصفاق المعدي السنوري الناتج عن فيروس الصفاق المعدي السنوري. يعد لقاح فايزر نظيرًا لمركب GC373، إذ يُستبدل النتريل بمُستقبل السيستين ألدهيد التساهمي.
طُور بّي إف-07321332 عبر تعديل الدواء المرشح سابقًا في التجارب السريرية «لوفوتريلفير»، وهو أيضًا مثبط تساهمي، لكن رأسه الفعال يتألف من طليعة الفوسفات هيدروكسي كيتون. يتطلب إعطاء اللوفوتريلفير مدخلًا وريديًا ما جعل استخدامه مقتصرًا على المستشفيات. أسفر التعديل التدريجي لمحاكي ثلاثي الببتيد عن إنتاج عقار بّي إف-07321332 الملائم للإعطاء الفموي.
تتضمن التعديلات الرئيسية اختزال المواقع المانحة للرابطة الهيدروجينية والروابط القابلة للدوران عبر إدخال أحماض أمينية صلبة ثنائية الحلقات غير طبيعية تحاكي بقايا الليوسين الموجودة في مثبطات سابقة. سبق استخدام هذه البقايا في اصطناع البوسيبريفير.

## الكيمياء الدوائية وعلم الأدوية
كان علماء شركة فايزر أول من نشر التفاصيل الكاملة لاصطناع عقار بّي إف-07321332. في الخطوة قبل الأخيرة من الاصطناع، يقترن حمض أميني اصطناعي متجانس غير متناظر مرآتيًا مع أميد أميني مماثل التجانس باستخدام وسيط اقتران قابل للذوبان في الماء يُسمى الكربون ثنائي الأميد «1 إيثيل-3 (3-أمينو بروبيل ثنائي الميثيل)-ثنائي إيميد الكربون» في تفاعل ازدواج، ثمّ يُعالج الوسيط الناتج بكاشف بورجيس الذي ينزع جزيئات الماء من مجموعة الأميد محولًا إياه إلى النتريل الناتج.
يعد بّي إف-07321332 مثبطًا تساهميًا يرتبط مباشرةً مع بقايا السيستئين المحفز من إنزيم السيستئين بروتياز.

## المجتمع والثقافة

### المقارنة المضللة مع الإيفرمكتين
ادّعى أصحاب نظريات المؤامرة على الإنترنت أنّ دواء باكسلوفيد يمثل نسخةً معادة التغليف من عقار إيفرمكتين المضاد للطفيليات، الذي رُوج له خطًا على أنه علاج سحري لكوفيد -19.
تستند ادّعاءات هؤلاء إلى تقرير مفاده أن شركة فايزر تخفي الفوائد الحقيقية للإيفرمكتين، ويعتمدون على علاقات ظاهرية بين الدوائين وحرائكهما الدوائية التي التبس فهمها عليهم. مع أن كلا العقارين من مشابهات مثبطات البروتياز 3 سي، فهما غير متشابهين أو مرتبطين بنيويًا، إذ تتخطى فعالية الباكسلوفيد فعالية الإيفرمكتين إلى حد كبير عند انخفاض التراكيز الموافقة للتثبيط النصفي بنحو 10,000 مرة، ما يسمح بإعطاء جرعات فموية فعالة ضمن هامش الدواء العلاجي.

### الحالة القانونية
وقّعت شركة فايزر في نوفمبر 2021 اتفاقية ترخيص مع مجمع براءات اختراع الأدوية المدعوم من الأمم المتحدة للسماح بإنتاج عقار بّي إف-07321332 وبيعه في 95 دولة. صرّحت شركة فايزر أن الاتفاقية ستسمح لمنتجي الأدوية المحليين بالتصنيع للمساعدة على زيادة وصولها إلى سكان العالم، لكن الاتفاقية استثنت العديد من الدول التي تفشى فيها فيروس كورونا بصورة كبيرة، ومنها البرازيل والصين وروسيا والأرجنتين وتايلاند.
قدمت شركة فايزر في 16 نوفمبر طلبًا إلى إدارة الغذاء والدواء الأمريكية للحصول على ترخيص استثنائي لاستخدام عقار بّي إف-07321332 بالمشاركة مع الريتونافير. من المتوقع أن توقع حكومة الولايات المتحدة عقد شراء ما يقارب عشرة ملايين جرعة من العلاج المركب.